# Angela Williams
Angela Williams, née le 30 janvier 1980 à Bellflower en Californie, est une athlète américaine, coureuse de 100 m et 200 m.

## Carrière
Angela Williams a été vice-championne du monde junior sur 100 en 1998. En 2001, lors des championnats du monde en salle, elle remportait encore l'argent, cette fois-ci sur 60 m. La même année, pendant la saison en plein air, elle était sélectionnée comme remplaçante du relais 4 × 100 m américain pour les championnats du monde d'Edmonton. Elle a participé aux séries mais pas à la finale qui a vu le relais américain être disqualifié à la suite des dopages de Kelli White et Marion Jones.
En 2003, elle remportait une nouvelle médaille d'argent sur 60 m lors des championnats du monde en salle. La même année, elle était la première relayeuse de l'équipe américaine vice-championne du monde en relais 4 × 100 m à Paris. En 2004, sixième des Trials sur 100 m, elle était sélectionnée en relais pour les jeux d'Athènes. En finale, le relais américain était toutefois disqualifiée.
En 2008, à Valence, elle est devenue championne du monde sur 60 m en salle.
En compétition, Angela Williams a un poids de forme de 52 kg pour 1,56 m.

## Palmarès

### Jeux olympiques d'été
- Jeux olympiques d'été de 2004 à Athènes ( Grèce)
  - disqualifiée avec le relais 4 × 100 m en finale

### Championnats du monde d'athlétisme
- Championnats du monde d'athlétisme de 2001 à Edmonton ( Canada)
  - éliminée en demi-finale sur 100 m
- Championnats du monde d'athlétisme de 2003 à Paris ( France)
  -  Médaille d'argent en relais 4 × 100 m

### Jeux panaméricains
- Jeux Panaméricains de 1999 à Winnipeg ( Canada)
  -  Médaille d'argent sur 100 m
  -  Médaille d'argent en relais 4 × 100 m
- Jeux Panaméricains de 2003 à Saint-Domingue ( République dominicaine)
  -  Médaille d'argent sur 100 m
  -  Médaille d'or en relais 4 × 100 m

### Championnats du monde junior d'athlétisme
- Championnats du monde junior d'athlétisme de 1998 à Annecy ( France)
  -  Médaille d'argent sur 100 m

### En salle

#### Championnats du monde d'athlétisme en salle
- Championnats du monde d'athlétisme en salle de 2001 à Lisbonne ( Portugal)
  -  Médaille d'argent sur 60 m
- Championnats du monde d'athlétisme en salle de 2003 à Birmingham ( Royaume-Uni)
  -  Médaille d'or sur 60 m
- Championnats du monde d'athlétisme en salle de 2008 à Valence ( Espagne)
  -  Médaille d'or sur 60 m

## Sources
- (de) Cet article est partiellement ou en totalité issu de l’article de Wikipédia en allemand intitulé « Angela Williams » (voir la liste des auteurs).